# حزب ولت آلمان
حزب ولت آلمان Volt Deutschland و به اختصار ولت) یک حزب سیاسی در آلمان است. از نظر اجتماعی به عنوان لیبرال، مترقی و اروپایی-فدرالیست طبقه بندی می شود.
این حزب به عنوان اولین شعبه ملی انجمن ولت اروپا در سال ۲۰۱۷ تأسیس شد و  از سپتامبر ۲۰۲۱ در ۲۹ کشور فعال خود را گسترش داد.
این حزب در ۱۶ کشور اروپایی به طور رسمی به عنوان حزب ثبت شده است و حزب ولت آلمان برای اولین بار در انتخابات پارلمان اروپا سال ۲۰۱۹ توانست به این پارلمان راه پیدا کند. این حزب به رهبری دامیان بوزلاگر در پارلمان اروپا عضوی از اتحادیه آزاد سبزها-اروپایی هستند.

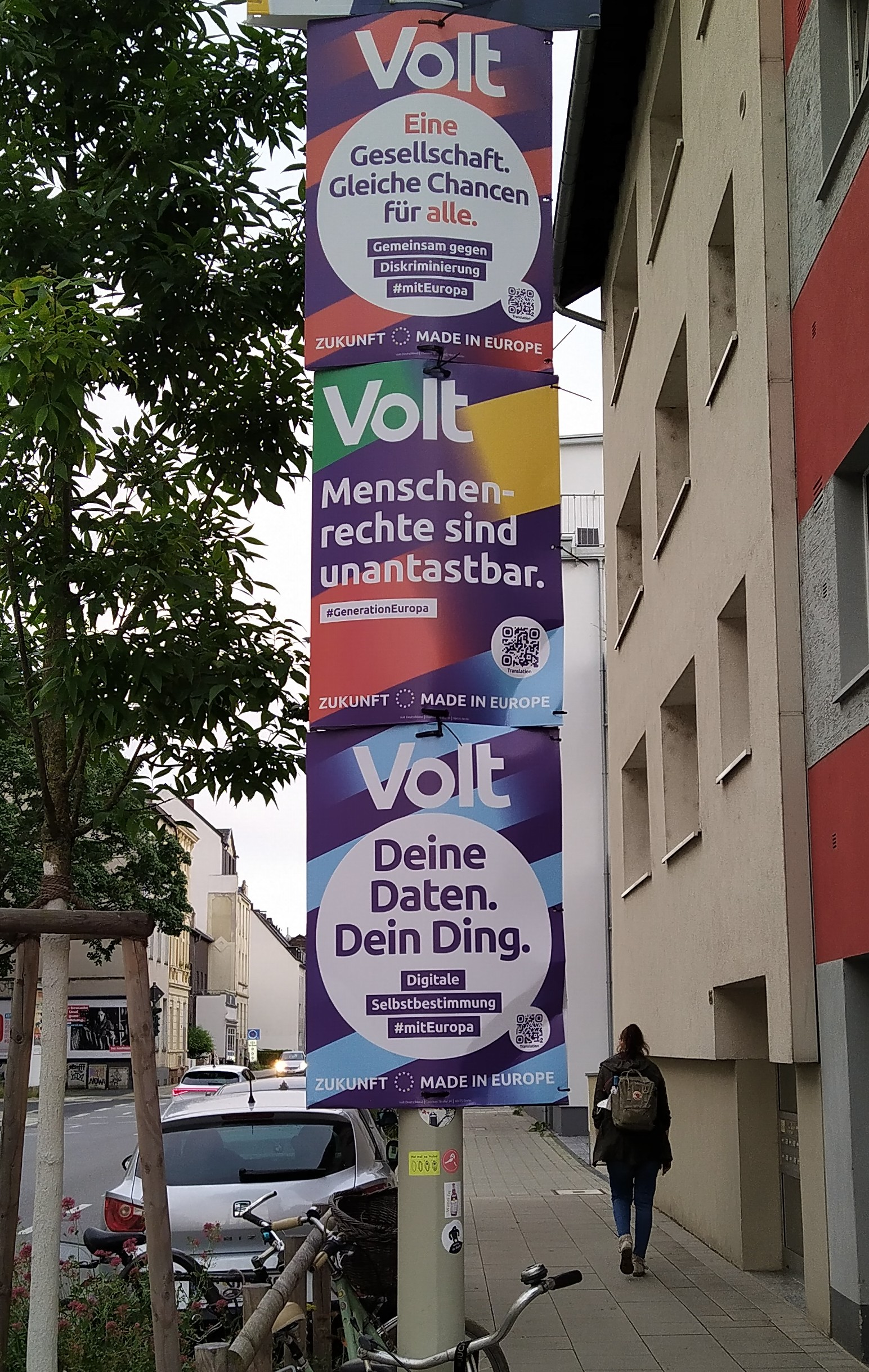
پوسترهای انتخاباتی برای انتخابات فدرال 2021